# Philibert Guinier
Philibert Guinier (Grenoble, 21 de junio de 1876 - París, 3 de abril de 1962) fue un pionero ecólogo, ingeniero forestal, botánico francés.

## Biografía
El profesor Philibert Guinier, fue director de la "Escuela Nacional de Aguas y Bosques (ENEF)", transformada en la "Escuela Nacional de Ingeniería Rural, Aguas y Bosques (ENGREF)", en 1965 por la fusión de la anterior de Nancy (1824) y de la "Escuela Nacional de Ingeniería Rural", fundada en París en 1919, enseñando botánica forestal, de 1903 a 1941.
Sus antiguos alumnos le había dado el apodo cariñoso de "la cabra". Realizó análisis de terrenos, y los explicaba desde la historia de su desarrollo, cómo se había formado poco a poco el paisaje.
Gracias a su amigo y genetista Lucien Cuénot, escribió en 1912, artículos que preveía que las leyes de la herencia y la selección podrían usarse en la gestión de las masas forestales.
Philibert Guinier escribió : 

« El dasónomo es un conservador de la riqueza natural que sus contemporáneos tienden a abusar de ella. El árbol es un ser vivo, el bosque es una asociación de los seres vivos reaccionando  entre sí [...]. Las ciencias forestales [...] reposan sobre la base de ser de la primera fila en las ciencias naturales. Para comprender el bosque e intervenir en su vida, se debe ser biólogo » (discurso de bienvenida para los nuevos estudiantes de ENEF en 1932)

.
La "Escuela Superior de Maderas" (ESB) se fundó entonces bajo la dirección de Philibert Guinier con un doble propósito :
- proporcionar formación técnica especializada para empujar a hijos de los agricultores y de empresarios madereros, a jóvenes curiosos acerca de este material que es o fue también facultad de posgrado o en una gran escuela, y para funcionarios forestales de ultramar

- complementar los conocimientos específicos de materiales de madera, de usuarios que ya están en la fuerza de trabajo, como ejemplo para las traviesas de ferrocarril SNCF, postes de la línea de PTT, con utilidades (FED no existía todavía), servicios de armamento, ingeniería de astilleros, y, finalmente, de algunos extranjeros llegados a Francia para perfeccionarse

Philibert Guinier era hijo del botánico y político Georges Le Monnier, cuñado del filósofo Jacques Rennes, y padre del científico André Guinier.

## Algunas publicaciones
- Atlas des arbres, arbustes, arbrisseaux et sous-arbrisseaux croissant spontanément ou naturalisés en France et dans les régions limitrophes. 1912
- L’enseignement à l’École des Eaux et Forêts et la carrière forestière. 1932
- Station de recherches et d'expériences forestières de l'École nationale des eaux et forêts : douze années d'activité. 1920-1931- 1932
- L'Écologie forestière
- El Problema de la plantación boscosa en la República Argentina. N.º 3 de Publicación, de la Academia Nacional de Agronomía y Veterinaria de Buenos Aires. 11 pp. 1939
- Formation et structure du bois. 26 pp. 1942
- La forêt du Gabon. 1943. Prefacio de P. Guinier
- Technique forestière. l'arbre et la forêt - le bois - traitement de la forêt - protection, amélioration, reconstitution, création, aménagement et utilisation de la forêt - gestion forestière. 1947, con A. Oudin & L. Schaeffer
- Le bois. 1949. Prefacio de P. Guinier
- Technique forestiere. 376 pp. 1951. Con Auguste Oudin y Léon Schaeffer
- René Maire, sa vie et son œuvre. 1952
- Sylviculture. 1952. Prefacio de P. Guinier
- Fontainebleau. 72 pp. 1954. Con André Billy
- Catalogue des espèces cultivées dans l'Arboretum des Barres. 1954, prefacio de P. Guinier
- Économie forestière nord-africaine. 1958, prefacio de P. Guinier
- Nécrologie de Paul Boudy. Revue forestière française 3 : 219-222, 1958
- La forêt, cette inconnue. 1961
- Technique forestière. 1963
- L'écologie forestière enseignée par Philibert Guinier. Este libro se basa en las notas de clase de dos alumnos de Philibert Guinier
- L'écologie forestière. Ed. Ecole nationale du génie rural des eaux et des forêts. 71 pp. Con René Rol. 1995. ISBN 2-85710-042-6

## Reconocimientos
- Presidente de la "Academia de Agricultura"
- Miembro del Institut de France
- Miembro de la Société Botanique de France, que dirige, como presidente en 1862
- Miembro de la Academia de las Ciencias francesa, Sección de Economía rural

## Eponimia
- Una intersección lleva su nombre, en el Bosque de Fontainebleau

Especies
- (Aceraceae) Acer guinieri Chab.[1]
- (Fagaceae) Castanopsis guinieri A.Camus[2]
- (Gentianaceae) Gentiana guinieri Beauverd[3]
- (Pinaceae) Pseudotsuga guinieri Flous[4]
- (Salicaceae) Salix × guinieri Chassagne & Goerz[5]
- (Scrophulariaceae) Melampyrum guinieri Soó[6]